# Александра Мајсницер
Александра Мајсницер (Абтенау, 18. јун 1973) је бивша аустријска алпска скијашица. Најбоље резултате је остваривала у спусту, супервелеслалому и велеслалому.
Велики кристални глобус је освојила 1999. а исте сезоне је освојила и два мала кристална глобуса у супервелеслалому и велеслалому.
На финалу Светског купа 13. марта 2008. у Бормију освојила је треће место у супервелеслалому и поставила је рекорд као најстарија скијашица која је успела да се пласира на победничко постоље.

### Освојени кристални глобуси
| Сезона | Дисциплина      |
| ------ | --------------- |
| 1999.  | Укупно          |
| 1999.  | Велеслалом      |
| 1999.  | Супервелеслалом |

### Победе у Светском купу
14 победа (2 у спусту, 7 у супервелеслалому и 5 у велеслалому)
| Датум              | Место            | Трка            |
| ------------------ | ---------------- | --------------- |
| 7. децембар 1995.  | Вал д'Изер       | Супервелеслалом |
| 20. децембар 1995. | Везоназ          | Супервелеслалом |
| 15. март 1998.     | Кран-Монтана     | Велеслалом      |
| 19. новембар 1998. | Парк Сити        | Велеслалом      |
| 29. новембар 1998. | Лејк Луиз        | Супервелеслалом |
| 10. децембар 1998. | Вал д'Изер       | Супервелеслалом |
| 11. децембар 1998. | Вал д'Изер       | Велеслалом      |
| 19. децембар 1998. | Везоназ          | Спуст           |
| 24. јануар 1999.   | Кортина д'Ампецо | Велеслалом      |
| 22. фебруар 1999.  | Оре              | Велеслалом      |
| 10. март 1999.     | Сијера Невада    | Спуст           |
| 4. јануар 2004.    | Межев            | Супервелеслалом |
| 11. децембар 2004. | Алтенмаркт       | Супервелеслалом |
| 4. децембар 2005.  | Лејк Луиз        | Супервелеслалом |